# کوئباس د آلمودن
کوئباس د آلمودن (به اسپانیایی: Cuevas de Almudén) یک شهرستان در اسپانیا است که در استان تروئل واقع شده‌است.

## خصوصیات
کوئباس د آلمودن ۳۵ کیلومترمربع مساحت و ۱۱۵ نفر جمعیت دارد.